# 高塚南海
高塚 南海（たかつか みなみ、1996年10月18日 - ）は、滋賀県湖南市出身の元女子野球選手。外野手。右投右打。
2015年から2020年までは日本女子プロ野球機構（JWBL）に所属する女子プロ野球選手としてもプレー。JWBL時代には「みなみ」の登録名も用いていた。

## 経歴
京都両洋高等学校卒業。小学3年生時に兄の影響で野球を始める。2014年9月に日本女子プロ野球リーグの中部地区の入団テストを受け合格。
2015年に東北レイアに入団。同期にはチーム仲間の古谷恵菜・泉由希菜がいた。1年目は9試合に出場し26打数5安打、打率.192に終わった。シーズンオフになって打撃強化に励み、2年目の2016年には登録名を「みなみ」に変更した。
2017年に兵庫ディオーネに移籍すると出場試合数が激増。45試合に出場し118打数39安打、打率.331、プロ初を含む3本塁打と飛躍のシーズンとなった。その年、「コンベンション2017」で最優秀新人賞を受賞。
2018年は京都フローラに所属。4月18日、わかさスタジアム京都で行われた愛知ディオーネ戦において、2打席連続本塁打。これは、日本女子プロ野球リーグ初の記録である。その2本塁打で本塁打賞を獲得するものの、打率は規定打席到達者27人中最下位となる.223と不振で、三振も女子プロ野球記録を更新する36個を喫した。
2019年から埼玉アストライアに移籍した。3月30日のフローラ戦では2回表に小西美加に空振り三振を喫し、女子プロ野球初の通算400奪三振を献上した。シーズンでは全66試合に出場するも打撃不振に陥り終盤戦には代打を出される試合も増え、本塁打もなく打率・出塁率ともに規定打席到達者24選手中最下位、逆に三振数、三振率は自身の女子プロ野球記録を更新となった。
2020年は7月1日のフローラ戦で2年ぶりとなる本塁打を亀田織音から放った。同シーズン限りで女子プロ野球を退団。
2021年から始動する女子硬式クラブチームの阪神タイガース Womenに入団。これにあたって登録名を本名の「高塚南海」に戻した他、球団の事業本部振興部に配属される球団職員としても入団し、選手としてプレーする傍ら「タイガースアカデミー ベースボールスクール」の専属コーチも務めることとなった。
2021年12月31日付で阪神タイガース事業本部振興部（タイガースアカデミー専属コーチ）を退団した。
2022年2月14日、一般男性と結婚したことを発表。
11月7日、同月13日のシーズン最終戦をもって引退することを発表した。
2023年8月22日、第一子女児出産を報告。
2024年6月29日、第二子妊娠を報告。
同年9月18日、第二子女児出産を報告。

## 人物・プレースタイル
- 日本女子プロ野球リーグが開催した｢美女9総選挙｣では2018年は2位、2019年は3位という結果だった[19][20]。
- 長打力のあるフルスイングが魅力の一方、空振りや三振も多く2017年は28三振（2位は佐藤千尋の17個）、2018年は女子プロ野球新記録となる36三振（2位は榊原梨奈、中田友実の17個）と2年連続最多三振を記録し、2019年も9月4日のフローラ戦で早々と30個目の三振を喫し女子プロ野球初の二年連続30三振を記録した。その後9月15日のダブルヘッダー第2試合フローラ戦でシーズン37個目の三振を喫し女子プロ野球記録を更新、さらに23日のディオーネ戦で笹沼菜奈から空振り三振を喫し初のシーズン40三振を記録し、最終的には安打数を上回る44三振と（2位は岩谷美里の33個）3年連続最多三振となった。2020年は新型コロナウイルスの影響で試合数が女王決定戦を含め31試合に減少したものの、安打数とほぼ同じの20三振（2位は浅野桜子、竹内聖賀の14個）で4年連続最多三振となった。通算三振率も2020年の退団まで.236と、1割未満から1割代前半がほとんどの女子プロ野球選手の中では非常に高い数字となっている[注 1][注 2][注 3]。
- レイア、アストライア時代チームメイトの前田桜茄とは仲が良く、長身のみなみとは対照的に前田は身長150cmと小柄なため「凸凹コンビ」と呼ばれている。

## 詳細情報

### 年度別打撃成績
| 年 度 | チ ｜ ム     | 打 率 | 試 合 数 | 打 席 数 | 打 数 | 得 点 | 安 打 | 単 打 | 二 塁 打 | 三 塁 打 | 本 塁 打 | 塁 打 | 打 点 | 三 振 | 併 殺 | 四 球 | 死 球 | 犠 打 | 犠 飛 | 盗 塁 | 盗 塁 刺 | 失 策 | 勝 利 打 点 | 出 塁 率 | 長 打 率 | 三 振 率 |
| ----- | ------------ | ----- | -------- | -------- | ----- | ----- | ----- | ----- | -------- | -------- | -------- | ----- | ----- | ----- | ----- | ----- | ----- | ----- | ----- | ----- | -------- | ----- | ----------- | -------- | -------- | -------- |
| 2015  | レイア       | .192  | 9        | 27       | 26    | 1     | 5     | 3     | 2        | 0        | 0        | 7     | 1     | 9     | 1     | 1     | 0     | 0     | 0     | 0     | 0        | 0     | 0           | .222     | .269     | .346     |
| 2016  | レイア       | .286  | 16       | 51       | 49    | 5     | 14    | 10    | 0        | 4        | 0        | 22    | 9     | 6     | 1     | 2     | 0     | 0     | 0     | 2     | 0        | 1     | 2           | .314     | .449     | .122     |
| 2017  | ディオーネ   | .331  | 45       | 136      | 118   | 13    | 39    | 28    | 7        | 1        | 3        | 57    | 26    | 28    | 3     | 11    | 3     | 3     | 1     | 0     | 0        | 0     | 2           | .399     | .483     | .237     |
| 2018  | フローラ     | .223  | 44       | 181      | 166   | 26    | 37    | 26    | 8        | 1        | 2        | 53    | 19    | 36    | 5     | 14    | 1     | 0     | 0     | 2     | 0        | 2     | 2           | .287     | .319     | .217     |
| 2019  | アストライア | .208  | 66       | 187      | 168   | 19    | 35    | 21    | 13       | 1        | 0        | 50    | 18    | 44    | 4     | 16    | 1     | 0     | 2     | 4     | 4        | 3     | 2           | .278     | .298     | .262     |
| 2020  | アストライア | .263  | 31       | 94       | 80    | 9     | 21    | 14    | 4        | 1        | 1        | 30    | 16    | 20    | 4     | 12    | 1     | 0     | 1     | 1     | 2        | 1     | 1           | .362     | .375     | .250     |
| 通算  | -            | .249  | 211      | 676      | 607   | 73    | 151   | 103   | 34       | 8        | 6        | 219   | 89    | 143   | 18    | 56    | 6     | 3     | 4     | 9     | 6        | 7     | 9           | .317     | .361     | .236     |

- 2020年度シーズン終了時。
- 太字はリーグ最高。
- ピンク太字は2015年育成型チームになって以降レイア史上最高。
- 赤太字は女子プロ野球記録。

### 投手別三振数
- 対三振投手数：29人

| 投手名     | 三振数 | 投手名     | 三振数 | 投手名     | 三振数 |
| ---------- | ------ | ---------- | ------ | ---------- | ------ |
| 宮原臣佳   | 4      | 山崎舞     | 5      | 泉由有樹   | 6      |
| 村田詩歩   | 1      | 大田秀奈美 | 1      | 海老悠     | 4      |
| 長尾朱夏   | 3      | 小西美加   | 16     | 谷山莉奈   | 9      |
| 磯崎由加里 | 10     | 古谷恵菜   | 6      | 萱野未久   | 1      |
| 矢野みなみ | 1      | 松谷比菜乃 | 6      | 植村美奈子 | 10     |
| 里綾実     | 8      | 笹沼菜奈   | 10     | 塩谷千晶   | 3      |
| 堀田ありさ | 6      | 森若菜     | 3      | 小原美南   | 5      |
| 笠原優子   | 1      | 大串桃香   | 1      | 龍田美咲   | 14     |
| 久保夏葵   | 1      | 坂原愛海   | 2      | 鈴木ちなみ | 1      |
| 東坊城夢来 | 1      | 坂東瑞紀   | 4      |            |        |

- 通算対2桁三振投手：5人（小西美加、磯崎由加里、植村美奈子、龍田美咲、笹沼菜奈）

### 女子プロ野球1位記録
連続年記録
- 4年連続最多三振（2017年 - 2020年）
- 4年連続最高三振率（2017年 - 2020年）
- 2年連続規定打席到達者打率最下位（2018年 - 2019年）

通算記録
- 最速通算100三振：148試合
- 通算三振率：.236
- 通算空振り三振：100
- 通算空振り三振率：699
- 通算三振試合：114
- 通算複数三振試合：25

シーズン記録
- シーズン最多三振：44（2019年）
- シーズン最多空振り三振：31（2019年）
- シーズン三振試合：35（2019年）
- シーズン最高三振率：.262（2019年）
- シーズン最高空振り三振率：.750（2020年）
- シーズン最多複数三振試合：9（2019年）
- シーズン同一投手最多三振：9 龍田美咲（2019年）
- シーズン最多5三振以上投手数：5 龍田美咲9、小西美加8、植村美奈子5、里綾実5、堀田ありさ5（2019年）
- 通算複数回シーズン5三振以上投手数：2 小西美加（2017年7個・2019年8個）、龍田美咲（2019年9個・2020年5個）

月間記録
- 月間最多複数三振試合：4（2019年9月7日・15日・19日・30日）
- 月間最多三振：16（2019年9月）
- 月間最高三振率：.364（2019年9月）

※ヴィクトリアシリーズとティアラカップ合算だと.412（2017年9月）
連続試合・打席記録
- 連続試合三振：8（2017年8月21日-9月25日）

※ヴィクトリアシリーズのみに限ると（2017年8月5日-9月25日、2018年7月27日-8月28日）7試合連続三振
- 連続試合三振中の三振率
  - .440（25打数7安打11三振）：（2017年8月21日-9月25日）

※上記の7試合連続とすると.391（23打数7安打9三振、2017年8月5日-9月25日）、.381（21打数6安打8三振、2018年7月27日-8月28日）
- 3試合以上の連続三振回数：16回
  - 3試合：7回
  - 4試合：4回
  - 5試合：3回
  - 6試合：1回
  - 8試合：1回（ヴィクトリアシリーズのみだと7試合：2回）
- 連続試合複数三振：2（2018年6月2日・3日、8月11日・17日、2019年7月23日第1・第2試合）

※ティアラカップのみだと（2017年8月21日・9月9日）
- 連続試合複数三振中の三振率
  - .800（5打数0安打4三振）：（2019年7月23日第1・第2試合）
  - .625（8打数0安打5三振）：（2018年6月2日・3日）
  - .556（9打数3安打5三振）：（2018年8月11日・17日）
  - .833（6打数1安打5三振）：（2017年8月21日・9月9日）※上記ティアラカップのみ
- 連続イニング三振：2（2017年8月8日2回裏3回裏、2018年8月17日1回裏2回裏）
- 連続打席三振：3（2017年8月5日-8日、9月9日、2018年8月11日-17日、2019年7月23日第1・第2試合）

※ヴィクトリアシリーズとティアラカップ合算だと4打席連続（2017年9月9日-10日）、ティアラカップのみだと5打席連続（2017年8月21日-9月10日）
1試合・1日記録
- 1日計最多三振：4（2019年7月23日第1・第2試合共に2）
- 1試合最多凡退：5（2016年10月13日、2018年4月28日）
- 1試合最多三振：3（2017年8月8日、9月9日、2018年6月2日、8月11日）
- 同一投手からの1試合最多三振：3 小西美加（2017年9月9日）

### 記録
- 初出場：2015年5月23日、対埼玉アストライア戦、6番・左翼手で出場
- 初打席：同上、2回裏に磯崎由加里から三ゴロ
- 初三振：2015年6月6日、対兵庫ディオーネ戦、3回裏に宮原臣佳から空振り三振
- 初安打：同上、5回裏に川口亜祐美から左線二塁打
- 初本塁打：2017年5月17日、対京都フローラ戦、1回表に笠原優子から左越2ラン
- 100安打：2019年4月11日、対京都フローラ戦、2回表に今井巴菜から遊撃内野安打
- 100三振：2019年6月26日、対愛知ディオーネ戦、5回裏に笹沼菜奈から空振り三振

その他
- オールスター（2017 - 2019）
  - 通算11打数4安打2打点2三振

### タイトル
- 最多本塁打（2018年）

### 表彰
- 最優秀新人賞（2017年）
- ベストナイン（DH:2017年）

### 背番号
- 48（2015年）[21]
- 38（2016年）[22]
- 28（2017年 - 2022年）

### 登録名
- 高塚南海（2015年、2021年 - 2022年）
- みなみ（2016年 - 2020年）